# Farouk Ramadhan Mzee
Farouk Ramadhan Mzee (2 maggio 1977) è un ex calciatore tanzaniano, di ruolo portiere.